# Nada (film, 1974)
Pour les articles homonymes, voir Nada.
Pour plus de détails, voir Fiche technique et Distribution.
Nada est un film franco-italien de Claude Chabrol sorti en 1974.
Adoptant un ton proche du poliziottesco, Chabrol adapte le roman policier Nada de Jean-Patrick Manchette, qui définissait son sujet ainsi : « Le terrorisme gauchiste et le terrorisme étatique, quoique leurs mobiles soient incomparables, sont les deux mâchoires du même piège à cons ».

## Synopsis
Le groupe anarchiste « Nada » enlève l'ambassadeur des États-Unis à Paris, avec l'intention de se faire payer une énorme rançon et de réaliser une action politique sensationnelle, d'autant plus que l'enlèvement a lieu dans une maison close fréquentée par des ministres et couverte par la police. Dans l'opération, un policier est tué. Ils sont loin de se douter que l'entrée de cette maison est contrôlée et filmée par un groupe d'extrême droite de connivence avec les services secrets français.
Les images sont remises à la police en échange de quelques faveurs politiques ce qui aide à identifier les anarchistes . Se croyant en sécurité, ils se réfugient dans une maison de campagne, prêts en tout cas à se rendre et à ne pas utiliser d'armes s'ils sont découverts. Au lieu de cela, sur instruction du Président de la République, le ministre de l'Intérieur lance une opération, via son chef de cabinet, menée par le commissaire Goémond, visant à les tuer tous, quitte à sacrifier l'ambassadeur. La mort de ce dernier pendant son enlèvement ferait en effet chuter la popularité des anarchistes auprès de l'opinion publique. À la fin du massacre, le chef de cabinet du ministre demande au commissaire de servir de bouc émissaire, car l'opinion publique, malgré la mort de l'ambassadeur, continue de sympathiser avec les anarchistes, et l'un d'entre eux, ayant réussi à s'échapper, pourrait révéler la véritable dynamique des événements.
Ne voulant pas devenir le bouc émissaire et voulant en même temps éliminer le dernier témoin du massacre, le commissaire tente de piéger le seul anarchiste qui s'est échappé. Au lieu de cela, l'anarchiste parvient à enregistrer sa version des faits et à la transmettre à la presse.

## Fiche technique
- Titre original français : Nada
- Titre italien : Sterminate "Gruppo Zero"[3]
- Réalisateur : Claude Chabrol
- Assistant réalisateur : Régis Wargnier
- Scénario : Claude Chabrol, d'après le roman Nada de Jean-Patrick Manchette
- Adaptation et dialogues : Claude Chabrol
- Photographie : Jean Rabier
- Montage : Jacques Gaillard
- Musique : Pierre Jansen
- Décors : Guy Littaye
- Scripte : Aurore Chabrol (sous le nom d'« Aurore Paquiss »)
- Production : André Génovès
- Sociétés de production : Les Films de La Boétie (Paris), Italian International Film (Rome)
- Société de distribution : Les Films de La Boétie
- Pays de production :  France |  Italie
- Langue originale : français
- Format : couleur (Eastmancolor) — 35 mm — 1,85:1 — son Mono
- Genre : thriller, poliziottesco
- Durée : 110 minutes
- Date de sortie : 
  - France : 6 février 1974
  - Italie : 26 mars 1974
- Affiche : René Ferracci (France)

## Distribution
- Fabio Testi : Diaz
- Maurice Garrel : Épaulard
- Mariangela Melato : Cash
- Michel Duchaussoy : Treuffais
- Michel Aumont : Goemond
- Didier Kaminka : Meyer
- Lou Castel : D'Arey
- Katia Romanoff : Anna Meyer
- André Falcon : Le ministre
- François Perrot : le chef de cabinet
- Lyle Joyce : L'ambassadeur Richard Poindexter
- Viviane Romance : Mme Gabrielle
- Daniel Lecourtois : Le préfet
- Rudy Lenoir : M. Bouillon
- Jean-Louis Maury :
- Charlotte Maury-Sentier
- Jacques Préboist : L'automobiliste
- Pierre Frag : Le barman
- Francis Lax : Édouard Longuevache
- Dominique Zardi : le policier
- Henri Attal : un des policiers
- Jean-Marie Arnoux :
- George Birt :
- François Cadet :
- Philippe Dehesdin :
- Ibrahim Seck : le journaliste qui interroge Goemond
- Hervé Jacquot :
- Sandra Julien : Salomé, la prostituée
- André Margerie :
- Guy Marly :
- Henri Poirier :
- Renato Revers :
- François Robert :
- Jacques Rocchesani :
- Gilbert Servien :
- Évelyne Scott :
- Marie-Jo Simenon[4] : la prostituée qui vient ouvrir la porte du club Zéro
- Sidney Smadja :
- Gilles Tamiz :
- Philippe Vallauris :
- Douglas Hare : John
- Bruno Masure : un journaliste qui interroge Goemond

## Production
Le tournage se déroule du 2 juillet au 31 août 1973 à Paris. Maurice Garrel décrit le tournage comme « sans vedettes, sans hiérarchie, sans cérémonie, le style est familier ». Le rédacteur du roman dont le film est issu, Jean-Patrick Manchette, est également présent sur le plateau, et se montre enthousiaste à propos du réalisateur (« Dans le cinéma français, que j'ai en horreur, Claude Chabrol est un de ceux que je n'avais pas en horreur, au contraire, il me paraissait intéressant... ») ainsi que sur sa vision de la bourgeoisie (« Ce qu'il y a de formidable dans le couple bourgeois c'est de voir par quoi il va crever. Il va crever par sa sexualité, par sa sexualité réfrénée ou exacerbée. Ce qui m'intéresse c'est un groupe social, un groupe humain qui se supprime peu à peu par ses propres vices, par sa propre faiblesse. »).

## Accueil critique
La première réaction de la critique française à l'égard de Nada est réservée : Jacques Grant de la revue Cinématographe le qualifie de « mauvais film », tandis que les anciens collègues de Chabrol aux Cahiers du cinéma l'ignorent tout simplement (comme ils l'avaient déjà fait pour les trois œuvres précédentes de Chabrol) ; Louis Chauvet du Figaro juge le scénario faible, mais y voit une maturation du talent du réalisateur sur le plan purement cinématographique.
Selon Jean-François Rauger dans Les Inrockuptibles : « [...] s’il est paradoxalement absurde de le comparer à un livre dont il suit pourtant fidèlement la trame, c’est parce que Chabrol transforme son matériau de base. Nada devient une sorte de série B violente, dénuée de toute afféterie. [...] Le film évite les travers de la fiction de gauche, genre en vogue à l’époque, parce qu’il opte délibérément pour un grotesque éloigné de tout naturalisme. Le ricanement furieux du bouquin devenant ici un regard burlesque sur le ridicule du pouvoir ».
Au Québec, Robert-Claude Bérubé écrit dans Mediafilm, « L'action y est menée avec brio et se trouve continuellement sous-tendue par un traitement ironique où sont soulignés aussi bien la naïveté ou le désabusement des conspirateurs que le cynisme de la répression ». 
En Allemagne de l'Ouest, Siegfried Schober écrit dans Der Spiegel : « Le film de Chabrol Nada, plein de moqueries et de mépris pour le ministre français de l'Intérieur et, plus généralement, pour le système étatique en place, est un délire cinématographique macabre. Des intermèdes comiques et amers côtoient des éléments frivoles de film de gangsters et de film politique ironique tout au long du film, qui assomme littéralement le spectateur avec un brio et une virtuosité esthétiques explosifs ». Dans l'ouvrage Der Terror fuhrt Regie, Karsten Thurau écrit « Le film présente clairement des tendances gauchistes et anti-gaullistes. Même s'il décrit les anarchistes comme des marginaux plutôt peu idéalistes, il dénonce avant tout un pouvoir d'État brutal et pseudo-moraliste ».
Le cinéaste ouest-allemand Rainer Werner Fassbinder n'a pas aimé le film :

« A l’époque du Soldat américain, je n’aurais pas pu faire un film concret sur Baader-Meinhof, parce qu’ils étaient mes amis, et même aujourd’hui je trouverais ça assez difficile – et ce que Chabrol a fait avec Nada, c’est complètement faux. Ce n’est pas un film sur des anarchistes, comme je l’avais imaginé. J’ai beaucoup d’estime pour Chabrol, et c’est la raison pour laquelle j’ai été très déçu par son film, parce qu’il est cynique aussi bien à l’égard des anarchistes qu’à l’égard de la société et je trouve ça un peu facile. [...] Chabrol ne dépeint absolument pas le désespoir qui s’est emparé de ces gens. Même si on utilise les méthodes de cette société, on vit, quand on fait ce genre de choix, en dehors de la société, on risque sa vie et sa liberté. Et pour ça, il faut un désespoir énorme et il y a, dans Nada, une attitude ironique en face de cela, et c’est exactement ça l’erreur du film. Car ce désespoir pourrait être productif, mais chez Chabrol il est hors de question qu’il puisse y avoir là quoi que ce soit de positif. »

— Rainer Werner Fassbinder en 1974
En Italie, Marco Chiani écrit : « Cinéaste du doute et de la cruauté, qu'il n'est pas rare d'appliquer aux habitudes et aux rituels de la bourgeoisie, Chabrol ne commet pas l'erreur de placer le discours sur le bien et le mal, mais sur les rimes qui rendent les forces inévitablement consubstantielles [...] Si les terroristes attirent davantage la sympathie du narrateur que les coups bas des flics, l'absence d'idéologie derrière le groupe Nada exonère en partie le film de toute accusation d'ambiguïté et de défaitisme moral. Une fois de plus, le caractère de Chabrol se perçoit dans les rapports de force, dans les affrontements entre les différentes classes sociales en présence, dans le désenchantement féroce à travers lequel est raconté un jeu de la mort qui confine au nihilisme ».
Aux États-Unis, lors de la sortie du film à New York le 6 novembre 1974, la critique du New York Times Nora Sayre a qualifié Nada de « film confus mais parfois gratifiant » avec « un travail de caméra impeccable » et « plusieurs bonnes prestations », mais qui « s'accroche aux clichés » dans son portrait du groupe Nada, concluant que Chabrol « a choisi un milieu qui est juste trop étranger pour lui, comme le prouve l'absurdité de la conclusion du film ». Dans The Village Voice, Andrew Sarris s'est montré encore moins favorable au film, dans lequel « la stylistique l'emporte sur la thématique ». Bien qu'il l'ait jugé supérieur à État de siège, réalisé deux ans plus tôt par Costa-Gavras, Sarris a qualifié Nada de « spectacle de suffisance sans joie et sans imagination », étant « implacablement rhétorique » et conseillant « une patience révolutionnaire de durée chrétienne » lorsqu'il affirme que « le terrorisme est contre-productif en termes de finalité souhaitable d'une révolution ». 
Au Royaume-Uni, contrairement à l'opinion de Sayre et de Sarris, Tom Milne considère dans Time Out que Nada est « l'un des meilleurs films de Chabrol » et un « thriller politique d'une froideur glaçante », qui juxtapose les « confusions idéologiques absurdes » du groupe Nada avec une autorité qui est « encore moins concernée par la vie humaine que les terroristes ». Dans son livre May 68 in French Fiction and Film: Rethinking Society, Rethinking Representation, l'écrivaine britannique Margaret Atack voit dans Nada l'exploration par Chabrol de la « faiblesse de la bourgeoisie » à travers le format de suspense du thriller social, qui recoupe le film noir dans l'obsession de Chabrol pour la « ligne très fine entre le bien et le mal, la moralité et la folie ».